# Elizabeth Hasselbeck
Elisabeth Hasselbeck (Cranston, 28 de maio de 1977) é uma apresentadora de televisão e escritora americana. Ela ganhou notoriedade como co-apresentadora do talk show diurno da ABC, The View, pelo qual tornou-se conhecida por suas opiniões conservadoras sobre questões sociopolíticas. Junto com as co-apresentadoras Joy Behar, Whoopi Goldberg, Sherri Shepherd e Barbara Walters, ela foi premiada com o Emmy Award em 2009.

## Carreira
Em 2001, Elizabeth Hasselbeck foi escalada para Survivor: The Australian Outback. Após o terminar o reality show em quarto lugar, ela atuou como jurada no concurso Miss Teen USA 2001.  Além disso, de 2002 a 2003, ela apresentou o programa The Look for Less da Style Network, no qual ajudava a encontrar roupas elegantes por preços baixos.
Então, ela foi uma das várias convidadas para substituir a ex-apresentadora Lisa Ling no The View, que deixou o programa no final de 2002. Logo, tornou-se co-apresentadora permanente do programa em 24 de novembro de 2003. Elizabeth Hasselbeck normalmente representava a posição conservadora no  talk-show, onde permaneceu como apresentadora oficial até 2013.
No mesmo ano, ela se juntou ao programa matinal da Fox News, Fox & Friends, como co-apresentadora, substituindo Gretchen Carlson. Em novembro de 2013, a audiência do programa havia crescido 9% e aumentou 10% na audiência entre pessoas de 25 a 54 anos. Porém, em 2015, ela deixou o Fox & Friends para se dedicar mais à família.
Então, Elizabeth Hasselbeck passou a direcionar maior foco à carreira de escritora, por meio de livros sobre doença celíaca e cristianismo. Além disso, ela ainda aparece ocasionalmente como co-apresentadora convidada no The View.

## Prêmios
Em agosto de 2009, Elizabeth Hasselbeck ganhou o Prêmio Daytime Emmy de Melhor Apresentadora de Talk Show, que foi dividido com as co-apresentadoras Whoopi Goldberg, Joy Behar, Sherri Shepherd e Barbara Walters.

## Vida pessoal
Apesar de ter pais liberais, Elizabeth Hasselbeck é republicana. Ela é casada com o jogador de NFL Tim Hasselbeck, com quem tem três filhos.